# José Luis Barraza
José Luis "Chacho" Barraza González (7 de mayo de 1949, Delicias, Chihuahua, México) es un empresario mexicano, expresidente de COPARMEX en Chihuahua y a nivel nacional, y de Grupo Aeroméxico. Fue candidato independiente a la Gubernatura del Estado de Chihuahua para las elecciones del 5 de junio de 2016. 

## Biografía
José Luis Barraza González nació el 7 de mayo de 1949 en Delicias, Chihuahua, México. Estudió Ingeniería Mecánica en el Instituto Tecnológico de Estudios Superiores de Monterrey. En 1998 fungió como Presidente de la Confederación Patronal de la República Mexicana (COPARMEX) en el Estado de Chihuahua, en 2003 pasó a presidir la misma COPARMEX a nivel nacional. En 2005 presidió el Consejo Coordinador Empresarial. Durante la subasta en 2007 de Grupo Aeroméxico fungió como consejero y después fue Presidente del Consejo de Administración de la empresa de 2007 a 2013.

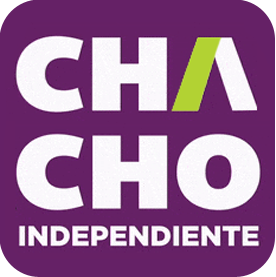
Emblema de Chacho Barraza como candidato independiente.

En 2015 hizo pública su intención de ser aspirante a candidato independiente a la Gubernatura del Estado de Chihuahua. El 24 de diciembre de 2015 anunció formalmente su intención, y el 6 de enero de 2016 lo hizo ante el Instituto Estatal Electoral.
Acusado por varias Organizaciones Sociales de fundar la campaña en contra de Andrés Manuel López Obrador y su partido el Movimiento de Regeneración Nacional así como de obtener recursos del Fobaproa y haber financiado la campaña del productor y consultor político español Antonio Solá quien creó: "AMLO un peligro para México" 2006.
El 14 de marzo de 2016 el Instituto Estatal Electoral de Chihuahua avaló la candidatura de Barraza a la Gubernatura de Chihuahua.
El 5 de junio obtuvo el tercer lugar en las elecciones con 242 756 votos, detrás del ganador, Javier Corral Jurado que obtuvo 517 018 votos y Enrique Serrano Escobar, que obtuvo 400 515 votos. En septiembre de ese año, se anunció que colaboraría de forma honorífica como asesor de la administración estatal encabezada por Javier Corral.